# كريستوفر هارفي (سياسي)
كريستوفر هارفي (بالإنجليزية: Christopher Harvie)‏ هو ناقد أدبي ومؤرخ وكاتب وسياسي بريطاني، ولد في 21 سبتمبر 1944 في المملكة المتحدة. حزبياً، نشط في الحزب القومي الاسكتلندي وحزب العمال. في الانتخابات النيابية العمومية الاسكتلندية 2007 ‏، انتخب عضو البرلمان الاسكتلندي الثالث ‏ عن دائرة Mid Scotland and Fife (Scottish Parliament electoral region) ‏ وقد انضم خلال فترته النيابية ‏ (3 مايو 2007 – 22 مارس 2011) للكتلة البرلمانية الحزب القومي الاسكتلندي.